# Тайлаково (озеро)
Тайлаково — озеро в Нижневартовском районе Ханты-Мансийского автономного округа. Площадь — 6,24 км². Высота над уровнем моря — 53,5 метра. Входит в бассейн реки Аган.
Зимой и летом популярно у рыбаков. Богато обитателями такими как щука, окунь, чебак, карась.
Водится утка.
На западе из озера берёт начало малая река, левый приток Егуръёгана.